# Bataille de Tacines (1814)
Ne doit pas être confondu avec Bataille de Tacines (1823).
Campagne de Nariño dans le sud
(Guerre d'indépendance de la Colombie)
Batailles
m
- Alto Palacé
- Calibío
- Juanambú
- Tacines
- Ejidos de Pasto

La bataille de Tacines est un affrontement armé entre les troupes patriotes des Provinces-Unies de Nouvelle-Grenade, commandées par le général Antonio Nariño, et les troupes royalistes basées dans la ville de San Juan de Pasto, commandées par Juan de Sámano. Se déroulant le 9 mai 1814 dans le cadre de la campagne de Nariño dans le sud, épisode de la guerre d'indépendance de la Colombie, la bataille se solde par la défaite des royalistes qui se replient vers Pasto, ce qui laisse la route libre aux patriotes pour rejoindre la ville.

## Contexte
Lors de la bataille précédente, sur le cours du río Juanambú, les royalistes ont affronté les patriotes au cours de combats qui se sont prolongés deux semaines, jusqu'à l'ouverture définitive de la route de Pasto le 28 avril. La marche de l'armée indépendantiste vers le sud du pays continue mais est stoppée le 9 mai 1814 durant la bataille de Tacines.

## Combats
Le combat semble mal engagé pour les troupes de Nariño qui perdent sept officiers et plus de 100 soldats. Dans une action héroïque menée par Nariño à la tête de l'armée, la cavalerie attaque sur le flanc droit des troupes royalistes, se jetant aveuglément sur ses adversaires qui s'enfuient avec Aymerich mais ne subissent que peu de pertes avec la mort d'un officier et de neuf soldats

## Conséquences
Après la fuite des Espagnols vers Pasto, la route de Pasto est définitivement ouverte aux patriotes. Nariño y envoie un espion afin de connaître la situation de l'ennemi qui, à son retour, lui indique qu'Aymerich a quitté la ville. Nariño ordonne alors la mobilisation de ses troupes. Accompagné de son fils, le colonel Antonio Nariño Ortega, il se dirige vers les ejidos de Pasto afin de rejoindre le gros de son armée qui s'y trouve déjà.